# Écluse d'Old Windsor
L'écluse d'Old Windsor est une écluse sur la Tamise dans le comté cérémonial de Berkshire.
Elle est située à l'est de l'île Friday.